# Trudoliubîmivka, Mîhailivka
Trudoliubîmivka (în ucraineană Трудолюбимівка) este un sat în comuna Vîsoke din raionul Mîhailivka, regiunea Zaporijjea, Ucraina.

## Demografie
Componența lingvistică a localității Trudoliubîmivka
     Ucraineană (72,83%)
     Rusă (26,09%)
     Belarusă (1,09%)
Conform recensământului din 2001, majoritatea populației localității Trudoliubîmivka era vorbitoare de ucraineană (72,83%), existând în minoritate și vorbitori de rusă (26,09%) și belarusă (1,09%).